# Holepyris
Holepyris is een geslacht van vliesvleugelige insecten van de familie platkopwespen (Bethylidae).

## Soorten
- H. bidentatus Kieffer, 1904
- H. crenulatus Kieffer, 1906
- H. dubius Kieffer, 1904
- H. erythroderes Marshall, 1906
- H. fasciipennis Kieffer, 1906
- H. glabratus (Fabricius, 1798)
- H. hyalinipennis Kieffer, 1904
- H. inermis Kieffer, 1906
- H. lavagnei Duchaussoy, 1916
- H. lineatus Kieffer, 1906
- H. maculipennis (Marshall, 1874)
- H. montandoni Duchaussoy, 1914
- H. napocaensis Nagy, 1968
- H. neglectus Kieffer, 1906
- H. nigerrimus Kieffer, 1906
- H. orientalis Kieffer, 1906
- H. pedestris Kieffer, 1904
- H. punctaticollis Kieffer, 1906

- H. rufitarsis Kieffer, 1906
- H. sylvanidis (Brethes, 1913)
- H. tibialis Kieffer, 1906
- H. tricarinatus Kieffer, 1906
- H. ulmi (Szabó, 1960)